# 川俣明
川俣 明（かわまた あきら、1947年3月13日 - ）は、栃木県出身のプロゴルファー。
弟の川俣茂もプロゴルファー。

## 来歴
専修大学卒業後、1981年にプロ入りする。
1988年のミズノオープンでは3日目に66をマークし、最終日には弟の茂と共に芹澤信雄と並んでの6位タイに入った。
1988年の埼玉オープンでは友利勝良・栗原雅樹と並んでの6位タイに入り、1989年にはNGAオープンで優勝。
1989年に茂と兄弟ペアを組んだアコムダブルスでは好天に恵まれた初日に65をマークして5位タイでスタートし、2日目には64とスコアを1つ伸ばし、一気に首位に浮上したロジャー・マッカイ&ウェイン・スミス（オーストラリア）ペアと1打差の2位に着けた。3日目には10アンダー62で回り、通算25アンダー191で首位に立ったが、最終日には27アンダーの8位タイに終わった。
1996年のサンコーグランドサマーを最後にレギュラーツアーから引退し、シニア転向後の1997年にはコマツ名古屋テレビオープンで謝敏男（中華民国）と並んでの6位タイ、1998年にはキャッスルヒルオープンで最終日に67をマークして井上久雄と並んでの2位タイ、日本プロシニアでは田中文雄・中山徹と並んでの8位タイに入った。
1999年には全日空・石垣島シニアプロアマで中村忠夫・上田鉄弘に次ぐ9位タイ、第1回アサヒ緑健TVQシニアでは初日67で首位スタートも石井裕士の2位に入った。

## 主な優勝
- 1989年 - NGAオープン